# Keys Hill
Der Keys Hill ist ein 1100 m hoher Hügel im Nordwesten der antarktischen Ross-Insel. Er ragt 3,3 km westsüdwestlich des Gipfels von Mount Bird auf.
Das New Zealand Geographic Board benannte ihn 2000 nach Gorden Keys, Leiter der Atmosphärenforschung des New Zealand Antarctic Research Programme von 1985 bis 1995.